# Wouter II van Avesnes
Wouter II van Avesnes (†1246) was een zoon van Jacob van Avesnes en van Adela (Ameline) van Guise.
Wouter werd 1191 heer van Avesnes, van Leuze en van Condé als opvolger van zijn vader en 1207 heer van Guise na het overlijden van zijn moeder.
Hij streed aan Franse zijde in de Slag bij Bouvines in 1214 en trok nadien naar het Heilig Land. Wouter werd aldaar gevangengenomen en bevrijd door de Tempeliers. Terug in Guise, startte hij de vernieuwing van het kasteel van Guise en de bouw van een kasteel in Englancourt en kocht Bohain-en-Vermandois in 1226.

## Huwelijk en kinderen
Wouter was gehuwd met Margaretha van Blois (1170-1230), gravin van Blois en Chartres, dochter van Theobald V van Blois en Adelheid van Frankrijk. Uit dit huwelijk zijn onder andere de volgende kinderen bekend:
- Theobald († jong)
- Maria (-1241)
- Isabella, gehuwd met Jan, heer van Oisy en Montreuil.

## Voorouders
| Voorouders van Wouter II van Avesnes (-1246) | Voorouders van Wouter II van Avesnes (-1246)                    | Voorouders van Wouter II van Avesnes (-1246)                    | Voorouders van Wouter II van Avesnes (-1246)                    | Voorouders van Wouter II van Avesnes (-1246)                    | Voorouders van Wouter II van Avesnes (-1246)                  | Voorouders van Wouter II van Avesnes (-1246)                  | Voorouders van Wouter II van Avesnes (-1246)                  | Voorouders van Wouter II van Avesnes (-1246)                  |
| -------------------------------------------- | --------------------------------------------------------------- | --------------------------------------------------------------- | --------------------------------------------------------------- | --------------------------------------------------------------- | ------------------------------------------------------------- | ------------------------------------------------------------- | ------------------------------------------------------------- | ------------------------------------------------------------- |
| Overgrootouders                              | Wouter I van Avesnes (1110-1147) ∞ Ida van Mortagne (?-?)       | Wouter I van Avesnes (1110-1147) ∞ Ida van Mortagne (?-?)       | ? (-) ∞ ? (-)                                                   | ? (-) ∞ ? (-)                                                   | ? (-) ∞ ? (-)                                                 | ? (-) ∞ ? (-)                                                 | ? (-) ∞ ? (-)                                                 | ? (-) ∞ ? (-)                                                 |
| Grootouders                                  | Nicolaas van Avesnes (±1130–1170) ∞ Mathilde van La Roche (?-?) | Nicolaas van Avesnes (±1130–1170) ∞ Mathilde van La Roche (?-?) | Nicolaas van Avesnes (±1130–1170) ∞ Mathilde van La Roche (?-?) | Nicolaas van Avesnes (±1130–1170) ∞ Mathilde van La Roche (?-?) | Bouchard van Guise (±1125–1166) ∞ Adélaïde van Soupir (-)     | Bouchard van Guise (±1125–1166) ∞ Adélaïde van Soupir (-)     | Bouchard van Guise (±1125–1166) ∞ Adélaïde van Soupir (-)     | Bouchard van Guise (±1125–1166) ∞ Adélaïde van Soupir (-)     |
| Ouders                                       | Jacob van Avesnes (±1150–1191) ∞ Adela van Guise (±1150–1207)   | Jacob van Avesnes (±1150–1191) ∞ Adela van Guise (±1150–1207)   | Jacob van Avesnes (±1150–1191) ∞ Adela van Guise (±1150–1207)   | Jacob van Avesnes (±1150–1191) ∞ Adela van Guise (±1150–1207)   | Jacob van Avesnes (±1150–1191) ∞ Adela van Guise (±1150–1207) | Jacob van Avesnes (±1150–1191) ∞ Adela van Guise (±1150–1207) | Jacob van Avesnes (±1150–1191) ∞ Adela van Guise (±1150–1207) | Jacob van Avesnes (±1150–1191) ∞ Adela van Guise (±1150–1207) |